# Psallus variabilis
Psallus variabilis is een wants uit de familie van de blindwantsen (Miridae). De soort werd het eerst wetenschappelijk beschreven door Carl Fredrik Fallén in 1807.

## Uiterlijk
De langwerpig ovaal gevormde blindwants is altijd langvleugelig en kan 3,5 tot 4,5 mm lang worden. De voorvleugels zijn variabel gekleurd, van zwart met bruin, tot geel, rood of roodbruin en zijn bedekt met zowel goudglanzende als zwarte haartjes. Het grijsdoorzichtige gedeelte van de voorvleugels heeft witte aders. De pootjes hebben bruinzwarte dijen, bij de vrouwtjes met een oranje beginstuk. De schenen zijn geelwit. De antennes zijn geel met een bruin gedeelte aan het eerste segment, soms zijn de antennes geheel bruin. Psallus variabilis lijkt erg op Psallus assimilis. De vrouwtjes zijn helemaal niet van elkaar te onderscheiden; bij de mannetjes kan alleen onderscheid gemaakt worden tussen de soorten op basis van de genitalia.

## Leefwijze
De wants doorstaat de winter als eitje en er is één enkele generatie per jaar. De volwassen mannetjes worden waargenomen van begin mei tot in augustus op zomereik (Quercus robur) en wintereik (Quercus petraea).

## Leefgebied
De soort is in Nederland algemeen. De wantsen komen verder voor in Europa tot aan het Midden-Oosten en de Kaukasus). De soort is ook geïntroduceerd in Noord-Amerika.